# Врлика

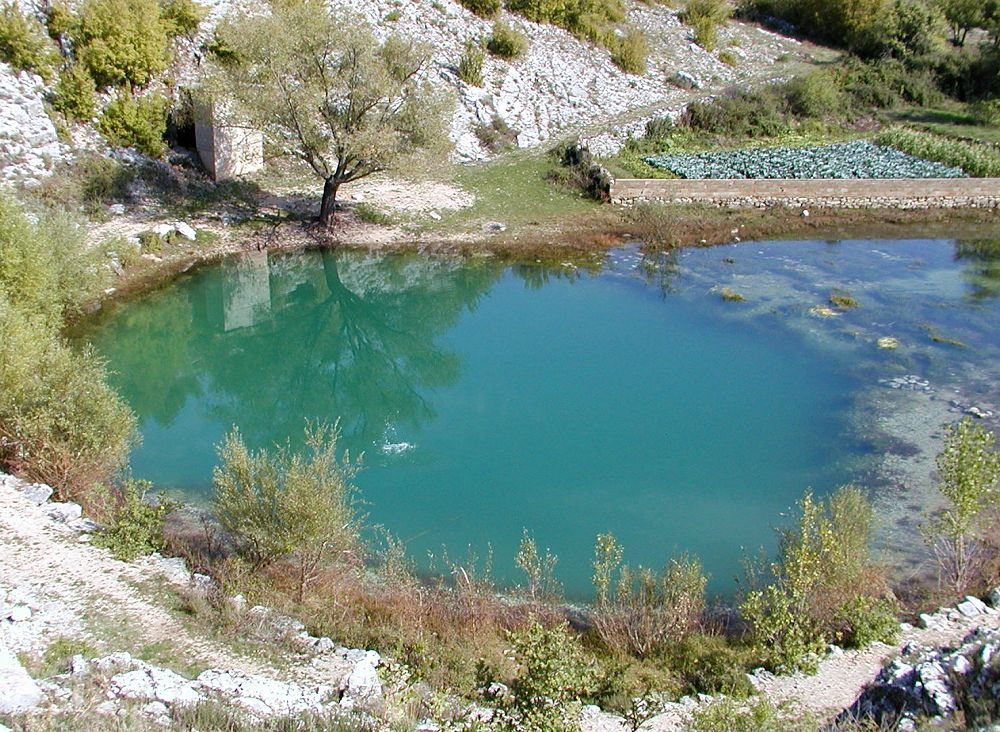
Витік Цетини за 7 км від Врліки

Врли́ка (хорв. Vrlika) — містечко і однойменний муніципалітет на півдні Хорватії, у Далмації. Входить до складу Сплітсько-Далматинської жупанії.

## Розташування
Містечко розташоване за 40 км на північний захід від міста Синь на автомагістралі національного значення D1 між містами Синь і Книн та на автотрасі обласного значення, яка сполучає Врлику і Дрниш.

## Демографія
Населення громади за даними перепису 2011 року становило 2177 осіб. Населення самого міста становило 828 осіб. Жителі, чия рідна мова хорватська, становлять 2670 осіб (98,71 %), частка тих, які говорять сербською мовою, — 0,59 % або 16 осіб, а носії інших мов разом налічують 19 людей (0,70 %). Врліка отримала статус міста в 1997 році.
Динаміка чисельності населення громади:
Динаміка чисельності населення міста:

## Населені пункти
Крім міста Врлика, до громади також входять:
- Гар'як
- Єжевич
- Коляне
- Косоре
- Маовиці
- Отишич
- Подосоє
- Виналич

## Клімат
Середня річна температура становить 11,65 °C, середня максимальна — 25,85 °C, а середня мінімальна — -3,84 °C. Середня річна кількість опадів — 953 мм.
| Клімат міста                                  | Клімат міста | Клімат міста | Клімат міста | Клімат міста | Клімат міста | Клімат міста | Клімат міста | Клімат міста | Клімат міста | Клімат міста | Клімат міста | Клімат міста | Клімат міста |
| Показник                                      | Січ.         | Лют.         | Бер.         | Квіт.        | Трав.        | Черв.        | Лип.         | Серп.        | Вер.         | Жовт.        | Лист.        | Груд.        |              |
| Середній максимум, °C                         | 9,24         | 9,96         | 13,24        | 16,96        | 21,53        | 25,29        | 25,85        | 25,84        | 21,61        | 17,06        | 11,83        | 8,79         |              |
| Середня температура, °C                       | 2,70         | 3,43         | 6,71         | 10,41        | 15,00        | 18,74        | 21,16        | 21,13        | 16,91        | 12,38        | 7,14         | 4,10         |              |
| Середній мінімум, °C                          | −3,84        | −3,12        | 0,17         | 3,87         | 8,46         | 12,20        | 16,46        | 16,43        | 12,21        | 7,68         | 2,43         | −0,6         |              |
| Норма опадів, мм                              | 75           | 68           | 74           | 83           | 70           | 70           | 50           | 61           | 87           | 100          | 117          | 98           |              |
| Середньомісячна швидкість вітру, м/с          | 1.72         | 1.98         | 2.23         | 2.20         | 1.98         | 1.74         | 1.75         | 1.61         | 1.69         | 1.71         | 1.96         | 1.95         |              |
| Середньомісячна сонячна радіація, кДж/м²·день | 5302         | 8022         | 11650        | 16060        | 19927        | 22443        | 24124        | 21013        | 15713        | 10246        | 5724         | 4494         |              |
| --------------------------------------------- | ------------ | ------------ | ------------ | ------------ | ------------ | ------------ | ------------ | ------------ | ------------ | ------------ | ------------ | ------------ | ------------ |
| Джерело:                                      |              |              |              |              |              |              |              |              |              |              |              |              |              |